# Phaenocarpa pentagona
Phaenocarpa pentagona är en stekelart som beskrevs av Fischer 1974. Phaenocarpa pentagona ingår i släktet Phaenocarpa och familjen bracksteklar. Inga underarter finns listade i Catalogue of Life.